# Ꚅ
Ꚅ, ꚅ (лігатура ЗЖ, в Юнікоді називається жве) - літера розширеної кирилиці, що використовувалась в абхазькій мові для позначення лабіалізованного дзвінкого постальвіолярного сибилянту / ʒʷ / .  Відповідає нинішньому Диграфу Жә. Також колись існувала літера Ꚅ̆ , що означала короткість літери.